# Panthoos
Dans la mythologie grecque, Panthoos (en grec ancien Πανθοος / Panthoos, « rapide en tout »), fils d'Othrys, est un personnage troyen de la guerre de Troie, prêtre d'Apollon. Il est l'un des Anciens, sages de la ville de Troie, vieillards trop vieux pour combattre, réunis près des Portes Scées aux côtés du roi Priam. Dans l'Iliade, il est cité notamment lorsque meurt l'un de ses fils, Euphorbe, et lors de l'épisode d'Hélène sur les remparts.

## Mythe
Panthoos est achéen de naissance. Avant de rejoindre Troie, avec des députés envoyés par Priam à Delphes pour consulter l'oracle, il est prêtre d'Apollon à Delphes ; il maîtrise la science de la divination, sait interpréter les oracles, les présages et les signes divins. Il épouse une Troyenne et devient ainsi citoyen de Troie, recevant à son arrivée le même sacerdoce qu'en Grèce.
Son épouse s'appelle Phrontis. Il a trois fils, Polydamas, Euphorbe et Hyperénor. Sa mort est racontée dans le deuxième livre de l'Énéide, où il est tué pendant la nuit de la chute de Troie.

## Honneur
L'astéroïde troyen de Jupiter (4754) Panthoos porte son nom.

## Sources
- Homère, Iliade [détail des éditions] [lire en ligne], III, 146 ; XIV, 450 ; XVI, 808 ; XVII, 40.
- Virgile, Énéide [détail des éditions] [lire en ligne], II, 319 et 430 (voir aussi le commentaire de Servius).
- Lucien de Samosate, Le Coq.